# Nosferatu (film, 2024)
Pour les articles homonymes, voir Nosferatu.
Pour plus de détails, voir Fiche technique et Distribution.
Nosferatu est un film d'horreur gothique américain réalisé par Robert Eggers et sorti en 2024. Il s'agit du second remake du film muet Nosferatu le vampire (1922), réalisé par Friedrich Wilhelm Murnau.
Fable gothique folklorique, le film se déroule dans l'Allemagne du début du XIXe siècle. Ellen est l'objet d'obsession du comte Orlok, un terrible vampire, qui va attirer son mari Thomas Hutter dans un piège pour ensuite s'accaparer la jeune femme afin d'assouvir sa passion. Envisagé dès 2015 en tant que second film du réalisateur, le film met près de huit ans à se réaliser. Il est tourné principalement en Tchéquie et en Roumanie.

## Synopsis
Des années en arrière, à la recherche de compagnie, la jeune Ellen prie pour qu'un esprit lui apporte son amour. Un esprit inconnu parlant le dace répond à sa prière et la pousse à se vouer à lui pour l'éternité. Elle accepte et est ensuite prise de violentes convulsions.
Durant l'hiver 1838, Ellen, désormais adulte, vit dans la ville de Wisborg, en Allemagne, avec son mari Thomas Hutter, un clerc de notaire. Dans l'espoir d'obtenir une bonne place chez son employeur Knock, Thomas accepte de se rendre dans les montagnes des Carpates pour aller rencontrer le comte Orlok, reclus et excentrique. Le jeune homme doit lui vendre le Schloss Grünewald, une maison seigneuriale décrépite de la ville. À l'insu de Thomas, Knock a arrangé cela dans le cadre d'un pacte occulte avec Orlok.
Alors que son départ est imminent, Ellen devient craintive et demande à son époux de rester avec elle, avouant qu'avant leur mariage, elle a rêvé qu'elle avait épousé la Mort elle-même en ressentant un grand bonheur. Il balaie ses craintes et part en la laissant aux soins de son ami et riche armateur Friedrich Harding ainsi que son épouse Anna. Arrivé en Transylvanie, Thomas s'arrête dans une auberge pour la nuit après avoir été moqué par des Tziganes. Quelques paysans roumains le défendent de se rendre au château et cette nuit-là, il voit un cortège avec une jeune fille sur un cheval se diriger vers un cercueil dont ils exhument le cadavre. Un homme empale alors sa poitrine avec un pieu de fer, faisant que le corps sursaute de douleur en vomissant.
Se réveillant le lendemain matin, Thomas trouve l'auberge vide et reprend à pied sa route. Le soir, il est invité à monter dans un carrosse sans cocher qui le mène au château où il est accueilli en personne par Orlok. Ce dernier l'invite à dîner tout en montrant son impatience de signer les contrats. Le comte se moque des rituels des villageois dont Thomas lui fait part. Après s'être blessé avec un couteau, Orlok l'hypnotise et boit son sang, se révélant être un vampire. La nuit suivante, il fait signer d'autres documents à Thomas tout en emportant un médaillon contenant une mèche de cheveux d'Ellen. Thomas exige alors de rentrer chez lui, car il se dit être en proie à de terribles cauchemars mais son hôte lui ordonne de rester jusqu'à ce qu'il ne soit plus malade. Plus tard, Thomas trouve Orlok endormi dans son cercueil et tente de le tuer avec une pioche mais le vampire se réveille et contre-attaque. Fuyant les loups du comte, Thomas tombe dans une rivière dont le cours d'eau l'emporte avant d'être trouvé et soigné par des religieuses. Ces dernières arrivent à le guérir du mal d'Orlok mais elles le supplient de rester en sécurité. Thomas décide de retourner à Wisborg pour protéger Ellen. Pendant ce temps, Orlok navigue vers Wisborg dans un cercueil remplis de terre funéraire et de rats infestés de peste, ce qui décime l'équipage du navire avant qu'il ne s'attaque au capitaine descendu dans la cale pour se débarrasser de la cargaison.
De son côté, Ellen connaît des périodes de somnambulisme ainsi que des convulsions, que Wilhelm Sievers, son médecin, a du mal à traiter. Alors que les épisodes s'aggravent, Sievers se tourne vers son mentor Albin Eberhart Von Franz, un brillant scientifique ostracisé pour ses croyances à l'occulte. Von Franz en déduit qu'Ellen est sous l'emprise de Nosferatu, un vampire démoniaque porteur de la mort. Friedrich est sceptique, croyant que ses symptômes proviennent de l'anxiété liée à l'absence de Thomas. On apprend plus tard que Knock s'est fait interner pour folie. Sievers et Von Franz fouillent le bureau de Knock, persuadés qu'Ellen et lui sont tous les deux influencés par le même esprit. Ils découvrent via les différents objets occultes que Nosferatu n'est autre qu'Orlok lui-même.
Thomas arrive enfin à Wisborg au moment même où Orlok débarque avec son navire qui propage la peste. Knock s'échappe de sa cellule et escorte son maître au Schloss Grünewald. Le vampire apparaît alors à Ellen dans un rêve, la narguant qu'il a trompé Thomas pour qu'il signe les papiers de divorce en échange d'une bourse d'or. Orlok l'avertit qu'elle doit approuver le divorce, lui donnant deux nuits supplémentaires pour se décider. Il la menace de s'en prendre à tous ceux qui lui sont proches. La nuit suivante, Orlok tue la femme et les deux filles de Friedrich. Ce dernier, fou de chagrin, meurt ensuite de la peste en commettant un acte nécrophile après s'être rendu au caveau familial.
Après avoir discuté en privé avec Ellen, Von Franz planifie une expédition avec Thomas et Sievers pour détruire le lieu de repos d'Orlok. En réalité, il a découvert que le seul moyen de détruire le monstre est de sacrifier volontairement une jeune fille. Ellen accepte d'endosser ce rôle et convoque psychiquement Orlok dans sa chambre où ils ont des relations sexuelles après lui avoir bu son sang. Au Schloss Grünewald, les trois hommes trouvent inopinément Knock dans le cercueil d'Orlok et le tuent et alors que Von Franz procède à l'incendie de toute la crypte, Thomas comprend qu'il a été dupé par cette diversion. Lui et le docteur se précipitent alors pour sauver Ellen. Alors que le soleil est sur le point de se lever, la jeune femme réussi à garder le comte auprès d'elle jusqu'au son du premier coq. Orlok commence alors à dépérir jusqu'à l'état de décomposition et meurt.
Von Franz, Thomas et Sievers arrivent pour trouver Ellen morte, entrelacée avec Nosferatu.
Albin Eberhart Von Franz récupère le chat dans ses bras puis se tourne vers la fenêtre. Son visage se reflète dans un miroir avec l'ombre d'une croix sur sa joue.

## Fiche technique
Sauf indication contraire, les informations mentionnées dans cette section peuvent être confirmées par les bases de données cinématographiques IMDb et Allociné,  présentes dans la section « Liens externes ».
- Titre original et francophone : Nosferatu
- Réalisation : Robert Eggers
- Scénario : Robert Eggers, d'après le scénario de Nosferatu le vampire basé sur le roman Dracula de Bram Stoker
- Musique : Robin Carolan
- Décors : Craig Lathrop
- Costumes : Linda Muir
- Photographie : Jarin Blaschke
- Montage : Louise Ford
- Production : Chris Columbus, Eleanor Columbus, Robert Eggers, John Graham et Jeff Robinov
  - Production déléguée : Bernard Bellew
  - Coproduction : David Minkowski et Matthew Stillman
- Sociétés de production : 1492 Pictures, Focus Features, Stillking Films et Studio 8
- Sociétés de distribution : Focus Features (États-Unis) ; Universal Pictures (France, Québec[3])
- Pays de production :  États-Unis
- Langue originale : anglais
- Format : couleur — 1,66:1
- Genre : drame horrifique
- Durée : 132 minutes (version cinéma) ; 136 minutes (version longue)
- Dates de sortie[4] :
  - États-Unis : 8 novembre 2024 (avant-première à Los Angeles) ; 25 décembre 2024 (sortie nationale)
  - France, Québec[3] : 25 décembre 2024
- Classification[5] :
  - États-Unis : R (interdit aux moins de 17 ans non accompagnées)
  - France : interdit aux moins de 12 ans avec avertissement puis déconseillé aux moins de 16 ans lors de sa diffusion sur canal +

## Distribution
- Bill Skarsgård (VF : Sacha Petronijevic ; VQ : Thiéry Dubé) : le comte Orlock/Nosferatu
- Nicholas Hoult (VF : Jim Redler ; VQ : Maël Davan-Soulas) : Thomas Hutter
- Lily-Rose Depp (VF : Elia-Carmine Robbe ; VQ : Célia Gouin-Arsenault) : Ellen Hutter
- Aaron Taylor-Johnson (VF : Jean-Christophe Dollé ; VQ : Xavier Dolan) : Friedrich Harding
- Emma Corrin (VF : Barbara Probst ; VQ : Elisabeth Gauthier-Pelletier) : Anna Harding
- Willem Dafoe (VF : Patrick Bonnel ; VQ : Guy Nadon) : Pr Albin Eberhart Von Franz
- Simon McBurney (VF : Enrique Carballido ; VQ : François Sasseville) : Herr Knock
- Ralph Ineson (VF : Frédéric Norbert ; VQ : Jean-François Blanchard) : Dr Wilhelm Sievers

 Source et légende : version française (VF) sur RS Doublage ; version québécoise (VQ) sur Doublage.qc.ca

## Production

### Genèse et développement
Un projet de remake de Nosferatu le vampire (1922) de Friedrich Wilhelm Murnau par Robert Eggers est annoncé dès 2015. Il est alors précisé qu'il sera produit par Jay Van Hoy et Lars Knudsen de Studio 8. En novembre 2016, le réalisateur se dit surpris que le projet se concrétise si rapidement et qu'il constitue seulement son second long métrage : « C'est moche, blasphématoire et égocentrique et dégoûtant pour un cinéaste à ma place de faire Nosferatu ensuite. J'avais vraiment prévu d'attendre un moment, mais c'est comme ça que le destin a secoué. ». Finalement, il tourne d'abord The Lighthouse qui sort en 2019. Durant la promotion de ce dernier, Robert Eggers déclare qu'il ne sait pas quand se concrétisera le film : « J'ai passé tant d'années et tant de temps, tellement de sang dessus, oui, ce serait vraiment dommage si cela n'arrive jamais. »
En février 2022, alors qu'il présente cette fois The Northman, il déclare que le projet est encore en développement.

### Script
Le film est un remake des films Nosferatu : l’original de Friedrich Wilhelm Murnau d'après un scénario d’Henrik Galeen et sa réadaptation de 1979, réalisée par Werner Herzog.
Nosferatu naît de la décision de Murnau et de ses producteurs de faire un film sur le personnage de Dracula mais sans utiliser le roman de Bram Stoker afin d'éviter de payer des redevances. Les producteurs modifient quelques petits détails pour éviter des problèmes avec les détenteurs des droits d'auteur. Le film est vaguement basé sur le livre, mais les noms des personnages sont modifiés. La version se déroule dans l'Allemagne du XIXe siècle et repose sur le même principe que le Dracula de Stoker. Après la sortie du film original, un procès est intenté contre les producteurs de Nosferatu : les copies du film doivent être détruites, mais certaines copies ont survécu et ont été restaurées après la mort de la veuve de Stoker et l'expiration du droit d'auteur.
Pour Robert Eggers, « le vampirisme et Dracula sont les choses auxquelles je pense et que j’observe depuis longtemps ». « J’ai lu l’œuvre de Montague Summers quand j’étais adolescent, et beaucoup d’autres auteurs de vampires, mais je pense que, jusqu’à ce que je me décide à faire Nosferatu, j’étais encore trop contaminé par les tropes cinématographiques. Et donc, vous infusez des choses que vous lisez avec des tropes cinématographiques qui n’existent pas. En faisant pour faire les recherches pour écrire ce scénario, j’ai dû faire preuve de discipline pour oublier ce que je savais. Et puis, vous commencez à regarder les tout premiers récits de vampires, et vous vous dites : "Ils ne boivent même pas de sang, ils étranglent juste les gens, ou les étouffent, ou les baisent à mort". Et c’était vraiment intéressant. » Le personnage d'Orlok, tout comme Dracula, est une imitation de Vlad III l'Empaleur tel que raconté dans la légende. Inspiré par le fait qu'Orlok était un ancien comte roumain, Robert Eggers prend la décision de lui faire parler le dace, une langue morte parlée en Dacie, dans le film (« Quand il fait ses incantations, il parle le dace, une langue morte. Les Daciens étaient à peu près le peuple qui est devenue l’ethnie des Roumains en Roumanie. ») Le film fait également un clin d'œil au cinéma classique muet de Victor Sjöström. Robert Eggers a également exploré le travail du neurologue français Jean-Martin Charcot et ses découvertes sur le concept d’« hystérie ».
Trois films d’Andrzej Żuławski sont des influences directes pour le film : Possession (1981), Le Diable (1972) et La Troisième Partie de la nuit (1971).

### Attribution des rôles
La distribution a été réalisée par le directeur de casting Kharmel Cochrane.
En 2017, l'actrice Anya Taylor-Joy est choisie pour le film, mais, en 2020, elle a refusé le rôle. En mars 2022, le chanteur anglais Harry Styles est révélé avoir été brièvement attaché au rôle de Friedrich Harding dans le film, mais avait finalement abandonné.
Le 30 septembre 2022, l'acteur suédois Bill Skarsgård est annoncé dans le rôle principal de Nosferatu, le comte Orlok, qu'Eggers avait déjà en tête pour l'adaptation cinématographique des années plus tôt. L'incorporation de l'actrice française Lily-Rose Depp, en remplacement d'Anya Taylor-Joy, a également été annoncée au même jour. L'acteur anglais Nicholas Hoult a confirmé, le 10 octobre suivant, avoir rejoint la distribution après plusieurs négociations, pour incarner le deutéragoniste Thomas Hutter. Selon Eggers, Hoult a été choisi « pour sa polyvalence et sa profondeur dans les rôles précédents […] et a démontré sa capacité à s'adapter à un large éventail de personnages qui vous plonge dans un univers gothique […] où son interprétation est un mélange d'élégance et de noirceur dans une performance qui fusionne le classique et le contemporain ».
En janvier 2023, la distribution a été élargie pour inclure l'acteur américain Willem Dafoe dans le rôle du professeur Albin Eberhart Von Franz, qui travaille pour la troisième fois avec le réalisateur Robert Eggers après The Lighthouse et The Northman et qui a déjà travaillé sur le film L'Ombre du vampire (2000) dans le rôle du Comte Orlok / Max Schreck. Selon Eggers Willem est « prêt à tout et il se coupera le bras pour cette scène. ». En février, c'est au tour d'Emma Corrin d'être annoncée. Le mois suivant, Aaron Taylor-Johnson, Simon McBurney et Ralph Ineson rejoignent la distribution.

### Tournage

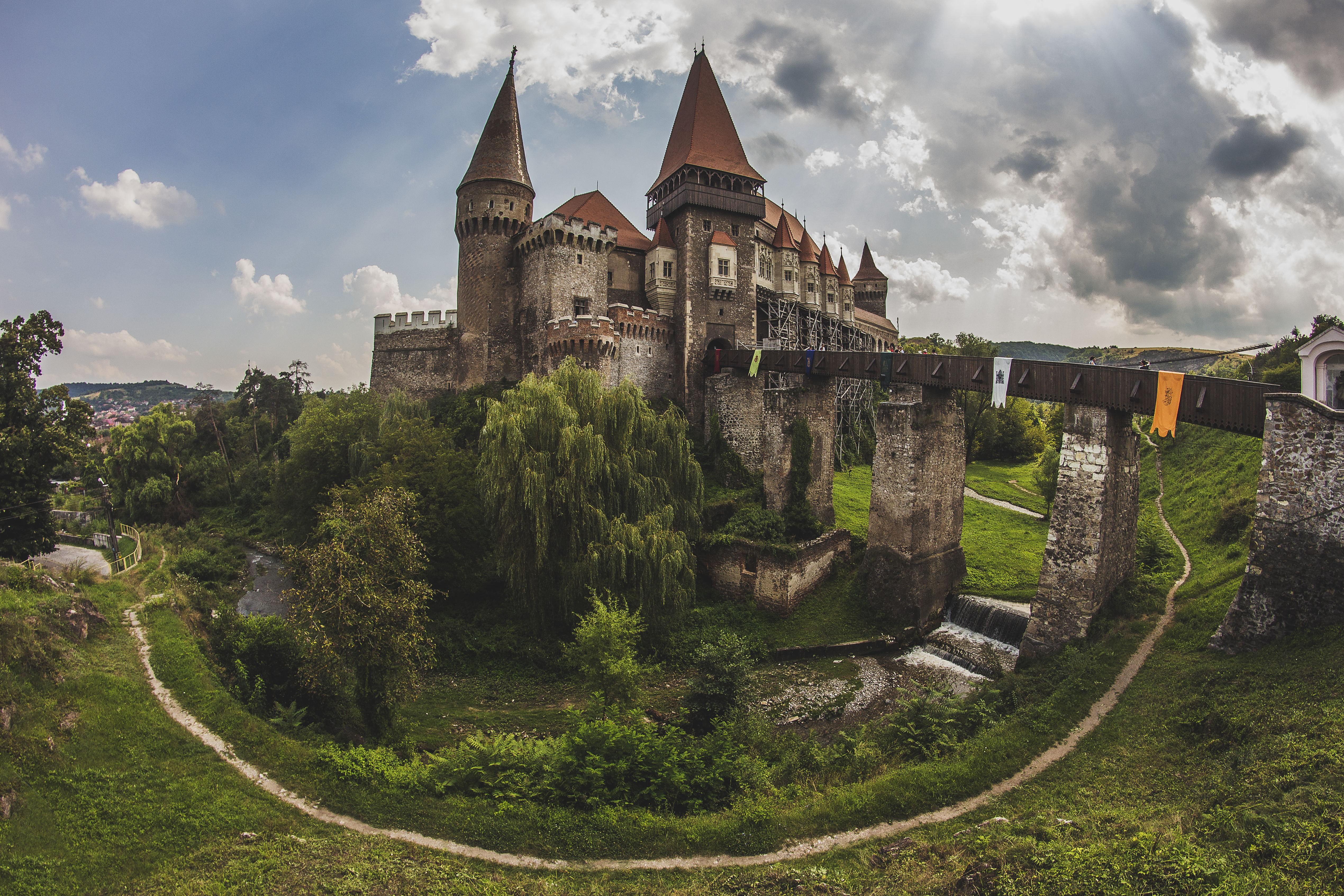
Le château de Hunedoara, autrement dit le château des Corvin, est utilisé comme château d'Orlok dans le film.

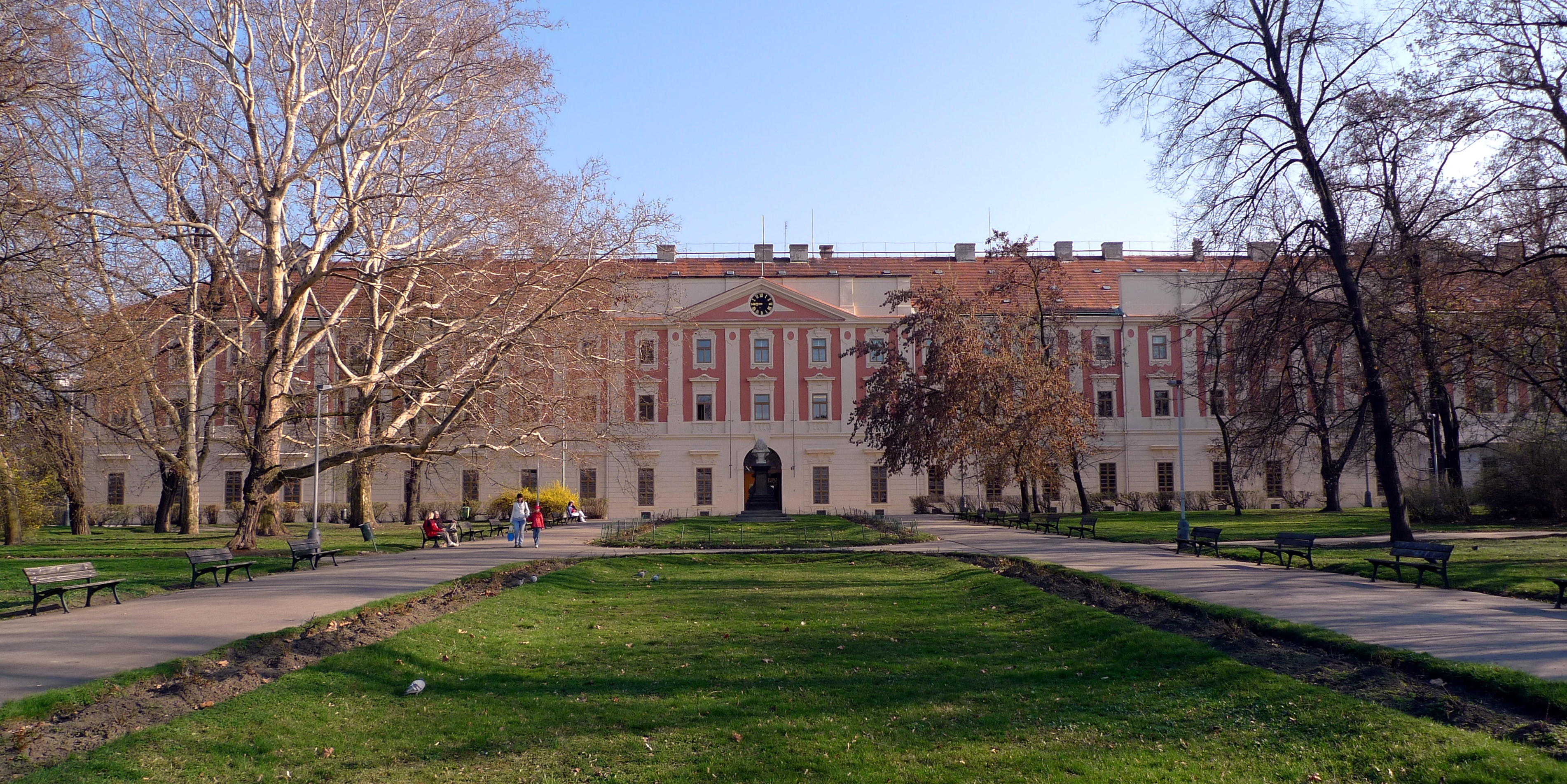
Complexe Invalidovna à Prague.

Le tournage débute le 20 février 2023 aux studios Barrandov à Prague, en République Tchèque, avec Jarin Blaschke comme directeur de la photographie.
Les lieux les plus emblématiques du tournage du film incluent l'extérieur du château de Hunedoara, situé en Transylvanie, Roumanie, l'intérieur du Château de Pernštejn, le complexe baroque Invalidovna à Prague, ainsi que la vieille ville et son château local de Rožmitál pod Třemšínem (République tchèque). D'autres lieux de tournage comprenaient Toronto, et certains bâtiments de la ville allemande de Lübeck, qui recréent la ville fictive de Wisborg.
Les prises de vues se sont officiellement terminées aux studios Barrandov de Prague, le 19 mai 2023, après trois mois de tournage[réf. nécessaire].

## Accueil

### Sortie
Nosferatu sort le 25 décembre 2024, distribué par Focus Features à l'échelle nationale et Universal Pictures pour les pays étrangers,.

### Accueil critique
En France, le site Allociné donne une moyenne de 3,3⁄5, d'après l'interprétation de 32 critiques de presse.

#### Positif
David Mikanowski du journal Le Point apprécie cette nouvelle version de Nosferatu.
Michaël Degré de L'Avenir loue le respect de Robert Eggers pour les anciennes versions de Nosferatu tout en y apportant une glaçante modernité.
Mathieu Macheret du Monde adore toute l'horreur qui se dégage du film.
Hubert Heyrendt de La Libre le qualifie de magnifique hommage envers Murnau.
Frédéric Strauss du Télérama note la beauté des images, qui se référent parfois à la version de Murnau, ainsi que de la bande son qui plonge le spectateur dans une angoisse.
Hugues Dayez, de la RTBF, qualifie le film de véritable travail d'orfèvre, dépassant les registres de l’horreur ou de l’épouvante, étant avant tout une histoire d’amour romantique, dans l’acception la plus sombre du terme.

#### Négatif
Sylvestre Picard du Première affirme que le film est à la limite de la parodie à force de vouloir être sérieux dans certaines scènes qui se veulent emblématique.
Guillaume Loison du Nouvel Obs trouve le film fade malgré des images lisses, souvent superbes à cause de la retenue de ses personnages.
Le Masque et la Plume parle d'un film raté, frisant par moments le ridicule.

#### Neutre
Constance Jamet, du journal Le Figaro, note que le film réinvente le vampire de Murnau mais sans réussir à aller au bout de ses ambitions.
Isabelle Hontebeyrie du Journal de Montréal regrette que le film oscille entre des séquences suffocante accompagné d'une musique pesante et des moments tirant en longueur

## Distinctions

### Nominations
- Oscars 2025 : 
  - Meilleurs décors
  - Meilleurs costumes
  - Meilleurs maquillages et coiffures
  - Meilleure photographie